# Molgula oregonia
Molgula oregonia är en sjöpungsart som beskrevs av Friedrich Ritter 1913. Molgula oregonia ingår i släktet Molgula och familjen kulsjöpungar. Inga underarter finns listade i Catalogue of Life.